# Birger Verstraete
Birger Verstraete, né le 16 avril 1994 à Ostende en Belgique, est un footballeur international belge qui joue au poste de milieu de terrain à l'OH Louvain.

## Biographie
Avec le Club Bruges KV, il joue deux matchs en Ligue Europa.
En août 2018, il est sélectionné pour la première fois de sa carrière en équipe nationale de Belgique, et dispute son premier match le 7 août 2018 en remplaçant Mousa Dembélé à le 85e minute du jeu lors d'un match amical en Écosse (victoire 0-4).
Le 20 juin 2020, le Royal Antwerp FC annonce que Verstraete sera prêté au club pour la saison 2020-2021.

## Statistiques

### En club
| Saison                | Club                     | Championnat           | Championnat | Championnat | Championnat | Coupe(s) nationale(s) | Coupe(s) nationale(s) | Coupe(s) nationale(s) | Compétition(s) continentale(s) | Compétition(s) continentale(s) | Compétition(s) continentale(s) | Compétition(s) continentale(s) | Autres compétitions | Autres compétitions | Autres compétitions | Autres compétitions | Total | Total | Total |
| Saison                | Club                     | Division              | M.          | B.          | P.d.        | M.                    | B.                    | P.d.                  | Comp.                          | M.                             | B.                             | P.d.                           | Comp.               | M.                  | B.                  | P.d.                | M.    | B.    | P.d.  |
| 2012-2013             | Club Bruges KV           | Division 1            | 4           | 0           | 0           | 1                     | 0                     | 0                     | C3                             | 1                              | 0                              | 0                              | PO1                 | 0                   | 0                   | 0                   | 6     | 0     | 0     |
| 2013-2014             | Club Bruges KV           | Division 1            | 4           | 0           | 0           | -                     | -                     | -                     | C3                             | 1                              | 0                              | 0                              | PO1                 | -                   | -                   | -                   | 5     | 0     | 0     |
| Sous-total            | Sous-total               | Sous-total            | 8           | 0           | 0           | 1                     | 0                     | 0                     | -                              | 2                              | 0                              | 0                              | -                   | 0                   | 0                   | 0                   | 11    | 0     | 0     |
| 2014-2015             | Mouscron-Péruwelz (prêt) | Division 1            | 8           | 1           | 0           | 1                     | 0                     | 0                     | -                              | -                              | -                              | -                              | PO2                 | 3                   | 0                   | 0                   | 12    | 1     | 0     |
| 2015-2016             | KV Courtrai              | Division 1A           | 11          | 0           | 0           | 1                     | 0                     | 0                     | -                              | -                              | -                              | -                              | PO2+BE              | 5+2                 | 0+0                 | 0+0                 | 19    | 0     | 0     |
| 2016-2017             | KV Courtrai              | Division 1A           | 20          | 0           | 1           | 3                     | 0                     | 0                     | -                              | -                              | -                              | -                              | PO2                 | -                   | -                   | -                   | 23    | 0     | 1     |
| Sous-total            | Sous-total               | Sous-total            | 31          | 0           | 1           | 4                     | 0                     | 0                     | -                              | -                              | -                              | -                              | -                   | 7                   | 0                   | 0                   | 42    | 0     | 1     |
| 2016-2017             | KAA La Gantoise          | Division 1A           | 3           | 0           | 0           | -                     | -                     | -                     | C3                             | -                              | -                              | -                              | PO1                 | 5                   | 0                   | 0                   | 8     | 0     | 0     |
| 2017-2018             | KAA La Gantoise          | Division 1A           | 17          | 1           | 0           | 1                     | 0                     | 0                     | C3                             | 1                              | 0                              | 0                              | PO1                 | 9                   | 0                   | 0                   | 28    | 1     | 0     |
| 2018-2019             | KAA La Gantoise          | Division 1A           | 24          | 4           | 3           | 4                     | 0                     | 0                     | C3                             | 4                              | 0                              | 0                              | PO1                 | 10                  | 1                   | 0                   | 42    | 5     | 3     |
| Sous-total            | Sous-total               | Sous-total            | 44          | 5           | 3           | 5                     | 0                     | 0                     | -                              | 5                              | 0                              | 0                              | -                   | 24                  | 1                   | 0                   | 78    | 6     | 3     |
| 2019-2020             | 1. FC Cologne            | Bundesliga            | 9           | 0           | 1           | 1                     | 0                     | 0                     | -                              | -                              | -                              | -                              | -                   | -                   | -                   | -                   | 10    | 0     | 1     |
| 2020-2021             | Royal Antwerp FC (prêt)  | Division 1A           | 18          | 1           | 1           | 2                     | 0                     | 1                     | C3                             | 6                              | 0                              | 0                              | PO1                 | 5                   | 0                   | 1                   | 31    | 1     | 3     |
| 2021-2022             | Royal Antwerp FC         | Division 1A           | 30          | 2           | 1           | 1                     | 0                     | 0                     | C3                             | 8                              | 0                              | 1                              | PO1                 | 1                   | 0                   | 0                   | 40    | 2     | 2     |
| 2022-2023             | Royal Antwerp FC         | Division 1A           | 4           | 0           | 0           | -                     | -                     | -                     | C4                             | 6                              | 1                              | 0                              | -                   | -                   | -                   | -                   | 10    | 1     | 0     |
| Sous-total            | Sous-total               | Sous-total            | 52          | 3           | 2           | 3                     | 0                     | 1                     | -                              | 20                             | 1                              | 1                              | -                   | 6                   | 0                   | 1                   | 81    | 4     | 5     |
| 2022-2023             | KV Malines (prêt)        | Division 1A           | 20          | 2           | 0           | 5                     | 0                     | 0                     | -                              | -                              | -                              | -                              | -                   | -                   | -                   | -                   | 25    | 2     | 0     |
| 2023-2024             | Aris Salonique           | Super League          | 16          | 0           | 0           | 5                     | 0                     | 0                     | -                              | -                              | -                              | -                              | PO                  | 8                   | 0                   | 0                   | 29    | 0     | 0     |
| 2024-2025             | OH Louvain               | Division 1A           | 26          | 0           | 3           | 1                     | 0                     | 0                     | -                              | -                              | -                              | -                              | PO2                 | 9                   | 0                   | 0                   | 36    | 0     | 3     |
| 2025-2026             | OH Louvain               | Division 1A           | 3           | 0           | 0           | -                     | -                     | -                     | -                              | -                              | -                              | -                              | -                   | -                   | -                   | -                   | 3     | 0     | 0     |
| Sous-total            | Sous-total               | Sous-total            | 29          | 0           | 3           | 1                     | 0                     | 0                     | -                              | -                              | -                              | -                              | -                   | 9                   | 0                   | 0                   | 39    | 0     | 3     |
| Total sur la carrière | Total sur la carrière    | Total sur la carrière | 217         | 11          | 10          | 26                    | 0                     | 1                     | -                              | 27                             | 1                              | 1                              | -                   | 57                  | 1                   | 1                   | 327   | 13    | 13    |

### En sélections nationales
| Saison                | Sélection             | Phases finales        | Phases finales | Phases finales | Phases finales | Éliminatoires CDM | Éliminatoires CDM | Éliminatoires CDM | Éliminatoires EURO | Éliminatoires EURO | Éliminatoires EURO | Ligue des Nations | Ligue des Nations | Ligue des Nations | Matchs amicaux | Matchs amicaux | Matchs amicaux | Total | Total | Total |
| Saison                | Sélection             | Compétition           | M              | B              | Pd             | M                 | B                 | Pd                | M                  | B                  | Pd                 | M                 | B                 | Pd                | M              | B              | Pd             | M     | B     | Pd    |
| --------------------- | --------------------- | --------------------- | -------------- | -------------- | -------------- | ----------------- | ----------------- | ----------------- | ------------------ | ------------------ | ------------------ | ----------------- | ----------------- | ----------------- | -------------- | -------------- | -------------- | ----- | ----- | ----- |
| 2018-2019             | Belgique              | -                     | -              | -              | -              | -                 | -                 | -                 | -                  | -                  | -                  | 0                 | 0                 | 0                 | 1              | 0              | 0              | 1     | 0     | 0     |
| Total sur la carrière | Total sur la carrière | Total sur la carrière | -              | -              | -              | -                 | -                 | -                 | -                  | -                  | -                  | 0                 | 0                 | 0                 | 1              | 0              | 0              | 1     | 0     | 0     |

### Matchs internationaux
| Matchs internationaux de Birger Verstraete, | Matchs internationaux de Birger Verstraete, | Matchs internationaux de Birger Verstraete, | Matchs internationaux de Birger Verstraete, | Matchs internationaux de Birger Verstraete, | Matchs internationaux de Birger Verstraete, | Matchs internationaux de Birger Verstraete, | Matchs internationaux de Birger Verstraete,                      |
| #                                           | Date                                        | Lieu                                        | Adversaire                                  | Résultat                                    | Compétition                                 | Club                                        | Notes                                                            |
| ------------------------------------------- | ------------------------------------------- | ------------------------------------------- | ------------------------------------------- | ------------------------------------------- | ------------------------------------------- | ------------------------------------------- | ---------------------------------------------------------------- |
| 1                                           | 7 septembre 2018                            | Hampden Park, Glasgow, Écosse               | Écosse                                      | V 4 - 0                                     | Match amical                                | KAA La Gantoise                             | Entre en jeu à la place de Mousa Dembélé à la 85e minute de jeu. |

## Palmarès

### En club
|  |  | KAA La Gantoise - Coupe de Belgique : - Finaliste : 2019. |  | Royal Antwerp FC - Championnat de Belgique (1) : - Champion : 2023. |